# Amblyomma goeldii
Amblyomma goeldii är en fästingart som beskrevs av Neumann 1899. Amblyomma goeldii ingår i släktet Amblyomma och familjen hårda fästingar. Inga underarter finns listade i Catalogue of Life.